# Chicago Studebaker Flyers 1942-1943
La stagione 1942-43 dei Chicago Studebaker Flyers fu l'unica nella NBL per la franchigia.
I Chicago Studebaker Flyers arrivarono terzi nella regular season con un record di 8-15. Nei play-off persero la semifinale con i Fort Wayne Zollner Pistons (2-1).

## Roster
| N° | Naz.                   | Ruolo | Sportivo        | Anno | Alt. | Peso |
| -- | ---------------------- | ----- | --------------- | ---- | ---- | ---- |
|    | Stati Uniti (bandiera) | G     | Sonny Boswell   | 1919 | 185  | 82   |
|    | Stati Uniti (bandiera) | AC    | Bernie Price    | 1915 | 191  | 82   |
|    | Stati Uniti (bandiera) | A     | Duke Cumberland | 1917 | 188  | 86   |
|    | Stati Uniti (bandiera) | AC    | Mike Novak      | 1915 | 206  | 99   |
|    | Stati Uniti (bandiera) | G     | Roosie Hudson   | 1915 | 183  | 73   |
|    | Stati Uniti (bandiera) | GA    | Hillery Brown   | 1912 | 191  | 86   |
|    | Stati Uniti (bandiera) | G     | Johnny Orr      | 1918 | 180  | 82   |
|    | Stati Uniti (bandiera) | GA    | Tony Peyton     | 1921 | 188  | 91   |
|    | Stati Uniti (bandiera) | AC    | Ted Strong      | 1914 | 191  | 95   |
|    | Stati Uniti (bandiera) | A     | Paul Sokody     | 1914 | 188  | 77   |
|    | Stati Uniti (bandiera) | AC    | Dick Evans      | 1917 | 191  | 91   |
|    | Stati Uniti (bandiera) | A     | Al Johnson      | 1913 | 191  | 95   |
|    | Stati Uniti (bandiera) | G     | Babe Pressley   | 1916 | 188  | 88   |

## Staff tecnico
- Allenatore: Johnny Jordan